# Izquierda Verde (Países Bajos)
Izquierda Verde (neerlandés: GroenLinks (GL)), es un partido político neerlandés de izquierda. Las líneas principales de su actividad política se centran en el ecologismo, la tolerancia y la justicia social.
Izquierda Verde fue fundada en 1990 con la fusión de cuatro partidos considerados a la izquierda del mayoritario Partido del Trabajo: el Partido Comunista de los Países Bajos, el Partido Pacifista Socialista (conocido por sus siglas PSP, que tenía su origen en el movimiento pacifista), el Partido Político de los Radicales, de orientación ecologista (aunque en origen era de orientación cristiana progresista), y el Partido Evangélico Popular (EVP, también cristiano progresista).
Entre sus principios, la Izquierda Verde se presenta como heredera de la tradición de los partidos de izquierda amantes de la libertad.[cita requerida]
Sus puntos más importantes son la defensa del medio ambiente y la justicia distributiva. Consciente del hecho de que los recursos naturales son finitos, el partido aspira a una sociedad en equilibrio ecológico, reduciendo el consumismo de los países occidentales.[cita requerida]
Izquierda Verde también aspira a un reparto justo del poder, el conocimiento, el trabajo y los ingresos, tanto en los países bajos como a escala mundial.[cita requerida]

## Resultados electorales

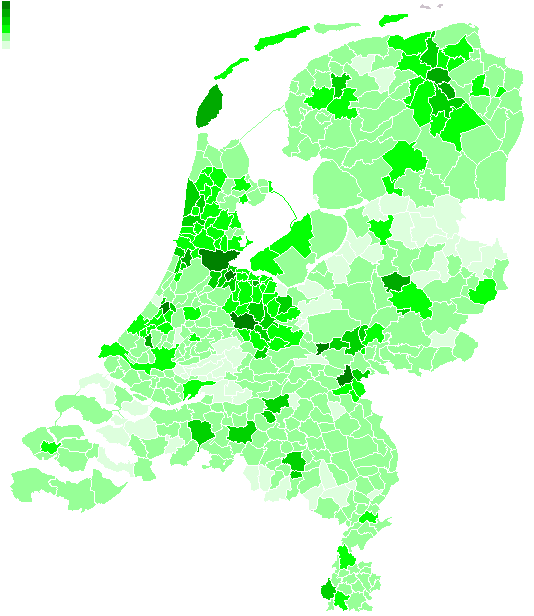
Distribución del voto a GroenLinks en las elecciones municipales de 2006.

### Cámara de los Representantes
Resultados en la Cámara de Representantes de los Estados Generales.
|  | 4.07 % |

|  | 3.47 % |

|  | 7.27 % |

|  | 6.95 % |

|  | 5.14 % |

|  | 4.60 % |

|  | 6.67 % |

|  | 2.33 % |

|  | 9.13 % |

|  | 5.16 % |

|  | 15.75 % |

### Senado
Resultados en el Senado de los Estados Generales.
|  | 10.3 % |

|  | 6.72 % |

|  | 5.56 % |

|  | 6.48 % |

|  | 5.63 % |

|  | 11.18 % |

|  | 9.67 % |

### Europeas
Resultados en el Parlamento Europeo.
|  | 6.97 % |

|  | 3.74 % |

|  | 11.85 % |

|  | 7.39 % |

|  | 8.87 % |

|  | 6.98 % |

|  | 10.90 % |

|  | 21.09 % |

### Provinciales
Resultados en los parlamentos provinciales.
|  | 5.16 % |

|  | 4.32 % |

|  | 9.92 % |

|  | 6.92 % |

|  | 6.15 % |

|  | 6.3 % |

|  | 5.35 % |

|  | 10.76 % |

|  | 8.96 % |

## Dirigentes

### Líder del partido
Los líderes actúan externamente como la figura principal y el principal representante del partido. Dentro del partido, deben garantizar el consenso político. En épocas electorales, el líder siempre es el candidato principal de la lista del partido. Fuera de ellas, puede actuar como líder de la oposición. En GroenLinks, el líder suele ser el líder parlamentario en la Cámara de Representantes.
| Nombre (Nacimiento-muerte) | Nombre (Nacimiento-muerte) | Imagen  | Período en el cargo     | Período en el cargo     | Elecciones |
| Nombre (Nacimiento-muerte) | Nombre (Nacimiento-muerte) | Imagen  | Inicio                  | Final                   | Elecciones |
| -------------------------- | -------------------------- | ------- | ----------------------- | ----------------------- | ---------- |
|                            | Ria Beckers (1938-2006)    |         | 17 de junio de 1989     | 20 de abril de 1993     | 1989       |
| 3 años, 10 meses y 3 días  | Ria Beckers (1938-2006)    |         |                         |                         | 1989       |
|                            | Peter Lankhorst (1947-)    |         | 20 de abril de 1993     | 5 de febrero de 1994    | -          |
| 9 meses y 15 días          | Peter Lankhorst (1947-)    |         |                         |                         | -          |
|                            | Ina Brouwer (1950-)        |         | 5 de febrero de 1994    | 4 de mayo de 1994       | 1994       |
| 2 meses y 27 días          | Ina Brouwer (1950-)        |         |                         |                         | 1994       |
|                            | Paul Rosenmöller (1956-)   |         | 4 de mayo de 1994       | 15 de noviembre de 2002 | 1998       |
| 8 años, 6 meses y 11 días  | 8 años, 6 meses y 11 días  | 2002    |                         |                         |            |
|                            | Femke Halsema (1966-)      |         | 15 de noviembre de 2002 | 16 de diciembre de 2010 | 2003       |
| 2006                       | Femke Halsema (1966-)      |         | 15 de noviembre de 2002 | 16 de diciembre de 2010 |            |
| 8 años, 1 mes y 1 día      | 8 años, 1 mes y 1 día      | 2010    |                         |                         |            |
|                            | Jolande Sap (1963-)        |         | 16 de diciembre de 2010 | 5 de octubre de 2012    | 2012       |
| 1 año, 9 meses y 20 días   | Jolande Sap (1963-)        |         |                         |                         | 2012       |
|                            | Vacante                    | Vacante | 5 de octubre de 2012    | 8 de octubre de 2012    | -          |
| 3 días                     | Vacante                    | Vacante |                         |                         | -          |
|                            | Bram van Ojik (1954-)      |         | 8 de octubre de 2012    | 12 de mayo de 2015      | -          |
| 2 años, 7 meses y 4 días   | Bram van Ojik (1954-)      |         |                         |                         | -          |
|                            | Jesse Klaver (1986-)       |         | 12 de mayo de 2015      | Actualidad              | 2017       |
| 10 años, 3 meses y 8 días  | 10 años, 3 meses y 8 días  | 2021    |                         |                         |            |

### Presidente del partido
| Nombre (Nacimiento-muerte) | Nombre (Nacimiento-muerte)  | Imagen | Período en el cargo   | Período en el cargo  |
| Nombre (Nacimiento-muerte) | Nombre (Nacimiento-muerte)  | Imagen | Inicio                | Final                |
| -------------------------- | --------------------------- | ------ | --------------------- | -------------------- |
|                            | Leo Platvoet (1951-)        |        | 1989                  | 1990                 |
|                            | Marijke Vos (1957-)         |        | 1990                  | 9 de mayo de 1994    |
|                            | Marjan Lucas (1957-)        |        | 9 de mayo de 1994     | 1995                 |
|                            | Ab Harrewijn (1954-2002)    |        | 1995                  | 1998                 |
|                            | Ina Brouwer (1950-)         |        | 1998                  | 1999                 |
|                            | Miriam de Rijk (1962-)      |        | 1999                  | febrero de 2003      |
|                            | Herman Meijer (1947-)       |        | febrero de 2003       | 2006                 |
|                            | Henk Nijhof (1952-)         |        | 2006                  | 1 de marzo de 2012   |
|                            | Helen Weening (1976-)       |        | 1 de marzo de 2012    | 6 de octubre de 2012 |
|                            | Edward van Zuijlen (1962-)  |        | 16 de octubre de 2012 | 3 de marzo de 2013   |
|                            | Rik Grashoff (1961-)        |        | 3 de marzo de 2013    | 11 de mayo de 2015   |
|                            | Marjolein Meijer (1977-)    |        | 11 de mayo de 2015    | 6 junio de 2018      |
|                            | Jeroen Postma               |        | 6 junio de 2018       | 1 de abril de 2019   |
|                            | Katinka Eikelenboom (1970-) |        | 1 de abril de 2019    | Actualidad           |